# ELA-1
ELV (en francés: Ensemble de Lancement Vega, lit. 'Complejo de Lanzamiento Vega') es un complejo de lanzamiento en el Centro Espacial de Guayana, en la Guayana Francesa, que apoya el lanzamiento de los cohetes Vega y Vega C. Se construyó por primera vez en noviembre de 1971 y anteriormente se utilizó para apoyar el lanzamiento de los cohetes Europa, Ariane 1 y Ariane 3.

## Historia

### Europa (BEC)
ELA-1, entonces denominada BEC (en francés: Base Equatoriale du CECLES, lit. «Base Ecuatorial CECLES»), se construyó como base de lanzamiento ecuatorial para el cohete Europa-II, que se estaba construyendo como parte del programa ELDO. El primer lanzamiento tuvo lugar el 5 de noviembre de 1971. Este fue el único vuelo del Europa-II, que fracasó debido a un problema de guiado. La base de lanzamiento fue suspendida de servicio y posteriormente demolida.

### Ariane (ELA)
Cuando se inició el programa Ariane 1, para reemplazar al fallido programa ELDO, se construyó un nuevo sitio de lanzamiento en el sitio del antiguo BEC, readesignado como ELA (en francés: Ensemble de Lancement Ariane, lit. 'Complejo de Lanzamiento Ariane'). El primer lanzamiento de Ariane 1 tuvo lugar el 24 de diciembre de 1979. ELA también fue utilizado por los cohetes Ariane 2 y Ariane 3, que volaron por primera vez el 31 de mayo de 1986 y el 4 de agosto de 1984 respectivamente. ELA fue readesignado ELA-1 cuando el Ariane 4 entró en servicio en 1988, ya que este se lanzó desde una plataforma de lanzamiento separada, designada ELA-2. El Ariane 1 fue retirado el 22 de febrero de 1986, el Ariane 2 el 2 de abril de 1989 y el Ariane 3 el 12 de julio de 1989. ELA fue posteriormente demolido.

### Vega (ELV)
En noviembre de 2001, comenzó la remodelación de la plataforma para albergar el cohete Vega, y ELA-1 fue readesignado ELV. La reconstrucción conservó la fosa de llamas del Ariane 1 y añadió un nuevo edificio de ensamblaje vertical retráctil de 50 m de altura para cubrir el cohete durante la preparación, 4 mástiles de protección contra rayos y una nueva torre de lanzamiento. La plataforma de lanzamiento también se conoce como Site de Lancement Vega (SLV) y Zone de Lancement Vega (ZLV). Vega realizó su primer lanzamiento desde el complejo el 13 de febrero de 2012.

## Historial de lanzamientos

### Lista de lanzamientos
A partir del 26 de julio de 2025

#### Lanzamientos anteriores
| Fecha                    | Hora (UTC) | Tipo de cohete | Vuelo N° | Carga útil                      |
| ------------------------ | ---------- | -------------- | -------- | ------------------------------- |
| 5 de noviembre de 1971   | 13:00      | Europa-II      | F-11     | STV-4                           |
| 24 de diciembre de 1979  | 17:14      | Ariane 1       | L-1      | CAT-1                           |
| 23 de mayo de 1980       | 14:29      | Ariane 1       | L-2      | CAT-2, Amsat P3A & Firewheel    |
| 19 de junio de 1981      | 12:32      | Ariane 1       | L-3      | CAT-3, APPLE & Meteosat 2       |
| 20 de diciembre de 1981  | 01:29      | Ariane 1       | L-4      | MARCES-1 & CAT-4                |
| 9 de septiembre de 1982  | 02:12      | Ariane 1       | L-5      | MARCES-B & Sirio-2              |
| 16 de junio de 1983      | 11:59      | Ariane 1       | L-6      | ECS 1 & Amsat P3B               |
| 19 de octubre de 1983    | 00:45      | Ariane 1       | L-7      | Intelsat 507                    |
| 5 de marzo de 1984       | 00:50      | Ariane 1       | L-8      | Intelsat 508                    |
| 23 de mayo de 1984       | 01:33      | Ariane 1       | V-9      | Spacenet F1                     |
| 4 de agosto de 1984      | 13:32      | Ariane 3       | V-10     | Eutelsat 2, Telecom 1A          |
| 10 de noviembre de 1984  | 01:14      | Ariane 3       | V-11     | Spacenet F2, MARECS 2           |
| 8 de febrero de 1985     | 23:22      | Ariane 3       | V-12     | Arabsat-1A, Brasilsat-A1        |
| 8 de mayo de 1985        | 01:15      | Ariane 3       | V-13     | GStar-1, Telecom 1B             |
| 2 de julio de 1985       | 11:23      | Ariane 1       | V-14     | Giotto                          |
| 12 de septiembre de 1985 | 23:26      | Ariane 3       | V-15     | ECS 3, Spacenet 3               |
| 22 de febrero de 1986    | 01:44      | Ariane 1       | V-16     | SPOT 1 & Viking                 |
| 31 de mayo de 1986       | 00:53      | Ariane 2       | V-18     | Intelsat-5A 14                  |
| 16 de septiembre de 1987 | 00:45      | Ariane 3       | V-19     | Aussat A3, Eutelsat-1 F4        |
| 11 de marzo de 1988      | 23:28      | Ariane 3       | V-21     | Spacenet 3R, Telecom 1C         |
| 17 de mayo de 1988       | 23:58      | Ariane 2       | V-23     | Intelsat 3AF13                  |
| 21 de julio de 1988      | 23:12      | Ariane 3       | V-24     | INSAT-1C, Eutelsat-1 F5         |
| 28 de octubre de 1988    | 02:17      | Ariane 2       | V-26     | TDF-1                           |
| 27 de enero de 1989      | 01:21      | Ariane 2       | V-28     | Intelsat-5A 15                  |
| 2 de abril de 1989       | 02:28      | Ariane 2       | V-30     | Tele-X                          |
| 12 de julio de 1989      | 00:14      | Ariane 3       | V-32     | Olympus-1                       |
| 13 de febrero de 2012    | 10:00      | Vega           | VV-01    | LARES, AlmaSat-1 & Others       |
| 7 de mayo de 2013        | 03:06      | Vega           | VV-02    | PROBA-V, VNREDSat-1 & ESTCube-1 |
| 30 de abril de 2014      | 02:35      | Vega           | VV-03    | KazEOSat 1                      |
| 11 de febrero de 2015    | 13:40      | Vega           | VV-04    | IXV & AVUM VV04                 |
| 23 de junio de 2015      | 02:51      | Vega           | VV-05    | Sentinel-2A                     |
| 3 de diciembre de 2015   | 04:04      | Vega           | VV-06    | LISA Pathfinder                 |
| 16 de septiembre de 2016 | 02:43      | Vega           | VV-07    | PerúSat 1 & SkySat × 4          |
| 5 de diciembre de 2016   | 13:51      | Vega           | VV-08    | Göktürk-1A                      |
| 7 de marzo de 2017       | 01:49      | Vega           | VV-09    | Sentinel-2B                     |
| 2 de agosto de 2017      | 02:58      | Vega           | VV-10    | OPSAT-3000 & VENµS              |
| 8 de noviembre de 2017   | 01:42      | Vega           | VV-11    | Mohammed VI-A                   |
| 22 de agosto de 2018     | 22:20      | Vega           | VV-12    | ADM-Aeolus                      |
| 21 de noviembre de 2018  | 01:42      | Vega           | VV-13    | Mohammed VI-B                   |
| 22 de marzo de 2019      | 01:50      | Vega           | VV-14    | PRISMA                          |
| 11 de julio de 2019      | 02:53      | Vega           | VV-15    | Falcon Eye 1                    |
| 3 de septiembre de 2020  | 02:51      | Vega           | VV-16    | SSMS n°1 PoC                    |
| 17 de noviembre de 2020  | 01:52      | Vega           | VV-17    | TARANIS & SeoSat                |
| 29 de abril de 2021      | 02:50      | Vega           | VV-18    | Pléiades Neo 3 & SSMS n°2       |
| 17 de agosto de 2021     | 02:47      | Vega           | VV-19    | Pléiades Neo 4 & SSMS n°3       |
| 16 de noviembre de 2021  | 09:27      | Vega           | VV-20    | CERES × 3                       |
| 13 de julio de 2022      | 14:13      | Vega-C         | VV-21    | LARES 2 & SSMS n°4              |
| 21 de diciembre de 2022  | 01:47      | Vega-C         | VV-22    | Pléiades Neo 5 & 6              |
| 9 de octubre de 2023     | 01:36      | Vega           | VV-23    | THEOS-2, TRITON & SSMS n°5      |
| 5 de septiembre de 2024  | 01:50      | Vega           | VV-24    | Sentinel-2C                     |
| 5 de diciembre de 2024   | 21:20      | Vega-C         | VV-25    | Sentinel-1C                     |
| 29 de abril de 2025      | 09:15      | Vega-C         | VV-26    | Biomass                         |
| 26 de julio de 2025      | 02:03      | Vega-C         | VV-27    | CO3D & MicroCarb                |